# Sestrice (Korčula)
Sestrice je ime za bližnji par manjših otokov v Pelješkem kanalu: Mala Sestrica in Vela Sestrica. Oba otoka sta nenaseljena in na Veli sestrici je svetilnik Ostočić Sestrica Vela - Korčula. Administrativno pripadajo mestu Korčula. Vela Sestrica ima površino 11.183 m2, Mala Sestrica pa 6.618 m2. To sta dva najbolj vzhodna otoka Korčulskega otočja.